# Undtagelsestilstand
Undtagelsestilstand er en retslig tilstand hvor normale love og rettigheder er sat ud af kraft på grund af omstændigheder der truer samfundets struktur eller eksistens. En undtagelsestilstand erklæres af den udøvende magt, dvs. regeringen eller af den militære øverstkommanderende. En undtagelsestilstand erklæres oftest som følge af naturkatastrofer, civile uroligheder, krig eller lignende.
Man kan skelne mellem civil og militær undtagelsestilstand. Under en civil undtagelsestilstand ligger magten hos regeringen, mens den under en militær undtagelsestilstand vil være varetaget af den militære øverstkommanderende.
Nogle lande har lovgivning om, hvornår en undtagelsestilstand kan erklæres, og om hvilke rettigheder tilstanden kan have indflydelse på. Det er ikke tilfældet i Danmark.
Inden for Folkeretten findes reglerne om militærets overtagelse af den udøvende og lovgivende magt i en militært besat stat eller et besat område i Haager Landkrigsreglementets §§ 42 - 56. Et eksempel på benyttelse af disse regler var den af tyskerne indførte undtagelsestilstand i Danmark i august 1943. Da Danmark og Tyskland formelt ikke var i krig måtte den tyske øverstkommanderende, general Hermann von Hanneken, nøjes med at erklære, at undtagelsestilstanden var indført i Haager Landkrigsreglementets ånd, hvilket i den danske udgave af hans proklamation fejlagtigt blev oversat til, at undtagelsestilstanden var indført i henhold til landkrigsreglementet.[kilde mangler]
Den Europæiske Menneskerettighedskonvention, som Danmark har tiltrådt, udpeger nogle regler omkring undtagelsestilstand. Artikel 15 siger kort at en nation kan træffe forholdsregler der fraviger de normale menneskerettigheder, hvis dens eksistens er truet. Det kræves at Europarådet holdes underrettet, og visse menneskerettigheder kan aldrig fraviges (f.eks. beskyttelse mod vilkårlig drab, beskyttelse mod tortur, mm.). 
En undtagelsestilstand kan omfatte et varierende antal forholdsregler, som indskrænker borgernes bevægelsesfrihed, forsamlingsfrihed, benyttelse af transport- og kommunikationsmidler, strejkeret m.v. Desuden er censur af medier samt evt. af privat post ofte en del af en undtagelsestilstand.

## Danske forhold
I Danmarks Grundlov angives :
"§ 23: I særdeles påtrængende tilfælde kan kongen, når folketinget ikke kan samles, udstede foreløbige love, der dog ikke må stride mod grundloven og altid straks efter folketingets sammentræden skal forelægges dette til godkendelse eller forkastelse. "
I Danmark er der ingen egentlig lovgivning om undtagelsestilstand. Der findes dog i lovgivningen enkelte paragraffer, som tager sigte på en undtagelsessituation, herunder Forsvarslovens § 17 stk 1, hvorefter forsvarsministeren 'under krig eller andre ekstraordinære forhold' bl.a. "uden retskendelse (kan) træffe foranstaltninger som omhandles i grundlovens § 72 overfor telefonsamtaler, postforsendelser og anden kommunikation".
Det er blandt jurister en almindelig antagelse, at regeringen i situationer, som truer statens eksistens, har ret til at erklære undtagelsestilstand uden Folketingets medvirken. Man taler om statens nødret, i parallel til den nødret som straffelovens § 14 giver almindelige borgere.[kilde mangler]
Danmark var under besættelsen 1940-1945 i undtagelsestilstand i flere omgange.
- Den 29. august 1943 erklærede den tyske øverstkommanderende Danmark i militær undtagelsestilstand som følge af de udbredte strejker og civile uroligheder, som blev kaldt Augustoprøret. Undtagelsestilstanden varede indtil den 5. oktober.[kilde mangler]
- Den 26. juni 1944 blev der som følge af Folkestrejken erklæret civil undtagelsestilstand i København, med spærretid og mere. Det førte til yderligere uroligheder, og en militær undtagelsestilstand blev erklæret den 1. juli. Undtagelsestilstanden varede nogle dage.[kilde mangler]
- Den 19. september 1944 blev der erklæret politimæssig undtagelsestilstand, mens det danske politi blev opløst og frataget sin myndighed.[kilde mangler]

Der har ikke efter besættelsen været erklæret undtagelsestilstand i Danmark. I de tilfælde, hvor begrebet er blevet brugt i medierne, f.eks. i forbindelse med "slaget om Byggeren" i 1980 og 18. maj-urolighederne i 1993 har politiets forholdsregler holdt sig inden for de beføjelser, som politiet har i forbindelse med opretholdelsen af orden og sikkerhed, herunder ret til at forbyde eller opløse forsamlinger under åben himmel, ret til at sprede opløb og ret til at forbyde adgang til bestemte områder og til at fjerne personer, som ikke overholder et sådant forbud. Politiet må desuden anvende magt, herunder bruge skydevåben, stave, tåregas, peberspray samt hunde hvis det er nødvendigt for at gennemtvinge overholdelsen af diverse påbud og forbud. De nærmere bestemmelser er nu samlet i Lov om politiets virksomhed